# 李端本
李端本（1940年3月28日—），安徽濉溪人，中华人民共和国外交官。

## 生平
1964年，毕业于北京外国语学院德语专业，进入中华人民共和国外交部工作。1998年9月，出任中华人民共和国驻苏黎世总领事兼驻列支敦士登总领事。2002年1月，自驻苏黎世总领事兼驻列支敦士登总领事离任。